# 上原成商事
上原成商事株式会社（うえはらせいしょうじ、Uehara Sei Shoji Co., Ltd.）は、京都市中京区に本店を置き、主にセメント・建築資材や石油製品・LNGの販売を行う商社。また、京都・滋賀・愛知・愛媛にてガソリンスタンドを展開している。

## 沿革
- 1943年（昭和18年）2月11日 - 京都市左京区にて上原實（通称上原成介）が、個人経営で建築材料卸売業を創業。
- 1948年（昭和23年）10月25日 - 株式会社上原成介商店を設立。京都市左京区に本店を置く。
- 1949年（昭和24年）
  - 7月 - 大阪市西区に本店移転。本店移転により、旧本店を京都営業所と改称。
  - 9月 - 丸善石油株式会社（現、コスモ石油マーケティング株式会社）の特約店として、石油製品の販売開始。
- 1958年（昭和33年）11月 - 三菱セメント株式会社（現、宇部三菱セメント株式会社）の特約店として、同社のセメントの販売に着手。
- 1960年（昭和35年）9月 - 上成商事株式会社を設立。
- 1962年（昭和37年）4月 - 商号を上原成商事株式会社に変更。京都市中京区に本社社屋完成。同地に本店移転。
- 1964年（昭和39年）4月 - 建材商品（コンクリートパイル、アルミサッシ等）の販売開始。
- 1970年（昭和45年）
  - 3月 - 宅地建物取引業免許を取得し、不動産の売買、交換、賃貸及びこれらの代理もしくは仲介業を開始。
  - 3月 - 建設業の許可を取得し、建設業開始。
- 1973年（昭和48年）
  - 8月 - 京都三協サッシセンター株式会社（現、京都三協サッシ株式会社）を設立。
  - 12月 - 京滋ツバメプロパン瓦斯株式会社を吸収合併し、丸善石油株式会社（現、ジクシス株式会社）の特約店として、液化石油ガスの販売開始。
  - 12月 - 松下電器産業株式会社（現、パナソニック株式会社）の販売代理店として、設備機器の販売開始。
- 1976年（昭和51年）7月 - 上原硝子株式会社を設立。
- 1981年（昭和56年）
  - 5月 - 上原産業株式会社（現、上原産業有限会社）を設立。
  - 7月 - 舞鶴ツバメガス株式会社を吸収合併。舞鶴市に舞鶴ガス営業所を開設し、京都北部・舞鶴地区において、液化石油ガスの販売開始。
- 1982年（昭和57年）
  - 7月 - 本店内に京都支店開設。
  - 11月 - 京セラ株式会社の販売代理店として、同社の再結晶宝石の販売開始。
- 1985年（昭和60年）5月 - 大阪証券取引所市場第二部、京都証券取引所（平成13年2月大阪証券取引所と合併）に上場。
- 1997年（平成9年）6月 - 昭和ガステック有限会社を設立。
- 2000年（平成12年）11月 - 新ダイヤ産業株式会社の株式取得。
- 2002年（平成14年）8月 - 山科三協ビルサッシ株式会社の株式を追加取得し、子会社化。
- 2006年（平成18年）10月 - 山田ガステック株式会社を設立。
- 2010年（平成22年）7月 - 株式会社グロー・ガステックの株式を取得し、子会社化。
- 2013年（平成25年）7月 - 大阪証券取引所と東京証券取引所の現物株市場統合に伴い、東京証券取引所市場第二部に上場。
- 2017年（平成29年）12月 - 経営陣の資産管理会社である有限会社ケイアイエンタプライズ[2]によるMBOを実施。同社が株式公開買付けで議決権所有割合83.20%の株式を取得[3]。
- 2018年（平成30年）3月 - 東京証券取引所市場第二部上場廃止。株式併合により有限会社ケイアイエンタプライズの完全子会社となる[4]。